# Calumma boettgeri
Calumma boettgeri este o specie de cameleoni din genul Calumma, familia Chamaeleonidae, descrisă de Boulenger 1888. A fost clasificată de IUCN ca specie cu risc scăzut. Conform Catalogue of Life specia Calumma boettgeri nu are subspecii cunoscute.